# Fiesta de los mercaderes
La fiesta de los mercaderes es una fiesta que se celebraba en Roma el día 15 de mayo, o el día de los idus, en honor de Mercurio, porque en tal día se dedicó un templo en el gran circo durante el consulado de Appio Claudio y de P. Servílio. 
Sacrificaban a este dios una cerda preñada e iban a rociarse con el agua de una fuente llamada aqua Mercurii, agua de Mercurio, que estaba en la puerta Capena. Les rogaban que fuera favorable en sus negociados y les perdonase las supercherías que en él cometiesen. 
Describe Ovidio esta fiesta en el libro quinto de sus fastos v.685 y siguientes cuando dice:
Sive Deum prudins alium, divamve fefelli,
Absulerint celeres improba dicta Noti:
Et pateant veniente die perjuria nobis,
Nec curent superi, si qua locutus ero.
Da modo lucra mihi, de facto gaudia lucro:
Et fac ut emptori verba dedisse juvet.